# Djalma Bastos de Morais
Djalma Bastos de Morais (* 16. März 1937 in Maceió, Bundesstaat Alagoas, Brasilien; † 25. Dezember 2020 in Rio de Janeiro, Brasilien) war ein brasilianischer Politiker.
Morais studierte ab 1957 an der Academia Militar das Agulhas Negras (AMAN) Kommunikationstechnik und Ingenieurwissenschaften und machte 1966 sein Examen. In den 1990er Jahren war er leitend tätig für diverse Unternehmen, so für das Telekommunikationsunternehmen und später das Energieunternehmen des Bundesstaates Minas Gerais Companhia Energética de Minas Gerais  (CEMIG) in Belo Horizonte.
Von Dezember 1993 bis Januar 1995 war er unter Präsident Itamar Franco Minister für Kommunikation.
Er starb am 25. Dezember 2020 im Alter von 83 Jahren an den Folgen einer COVID-19-Erkrankung.